# Lista de programas exibidos pela RTP Memória
Lista de programas exibidos no canal temático RTP Memória da Rádio e Televisão de Portugal.

## Lista de programas

### Documentários
- A Alma e a Gente
- Arquivos Da Memória
- Artistas
- Amateur
- À Porta Da Historia
- Afonso Lopes Viera
- António Sérgio, A Voz Contra o Poder
- Ainda Tenho Um Sonho Ou Dois
- A Voz Da Saudade
- A Cultura Na Memória
- A Grande Aventura
- Binário
- Carnaval Para D.João V
- Coisas do Mundo
- Clube de Leitura
- 50 Anos Hot Glub De Portugal
- Documentários RTP2 (DOC's)
- Eugénio de Andrade
- Ensaio
- Estrada do Exito
- Encontro
- Figuras De Estilo
- Futuro aos 60 Anos
- Grande Lance
- 2077 10-Segundos Para o Futuro
- Geração De 60
- Gente de Sucesso
- Horizontes da Memória
- Histórias de Comboios em Portugal
- Interiores
- O Milagre De Arouca
- O Povo Que Ainda Canta
- O Povo é Quem Mais Ordena
- O Ensaio
- Os Baús da Cinemateca
- Os Pais Da Europa
- Júlio Isidro-60 anos de Carreira
- Júlio Pomar-Eva Sando Da Costela
- José Afonso, Traz outro Amigo Também
- Luísa  Todi
- Lisboa Vista Do Rio
- Lusitânia Expresso
- 1999
- Mário Viegas
- Mestre António Chainho
- Memória
- Memórias do Século XX
- Memórias Da RTP
- Meu Pai, Humberto Delgado
- Mortes no Tejo
- Maria de Lurdes Pintas
- Mulheres de Calças
- No Tempo do Cinema
- Não Me Obrigam a Vir Para a Rua Gritar
- Portugal no Século XX
- Portugueses Pelo Mundo
- Percursos
- Primeira Pessoa
- Príncipes do Nada
- Quem Foste, Alvarez ?
- Quem é Quem
- Retratos Em SI
- Sabe ?
- Salgueiro Maia-Rumo
- Tributo a Eugénio Salvador
- Três Gerações do Fado
- Visita Guiada
- Ver e Pensar
- Vasco Santana
- Vejam Bem
- Virgiuo Ferreira, 80 anos

### Filmes Nacionais
- A Menina da Rádio
- Almas Penadas
- A Princesa
- A Flor Azul
- Atrás das Nuvens
- Anthero O Palácio Da Ventura
- Cinzento e Negro
- Crimes Pré-Prefeitos
- Periféricos
- E Não se  Pode Extermina-lo
- Lisboa em Camisa
- Jogos Cruéis
- João Ratão
- O Leão da Estrela (1947)
- O Livreiro de Santiago
- O Miúdo da Bica
- O Pátio das Cantigas (1942)
- Perdidos
- Rapazes de Táxis
- Sonhar É Fácil
- Tarde demais
- Espião Nacionalizado Nosso ( 1975 )

### Filmes Internacionais
- A Ultrapassagem
- A Pequena Endiabrada
- As duas feras
- A Lancheira
- A Guerra Dos Abismos
- Amacord ( 1973 )
- A Felina (1982)
- As férias do Sr. Hulot
- A Viagem Dos Malditos (1976)
- A Vítima do Medo ( 1960 )
- Eu E Tu
- Fim de Semana no Ascensor
- A Caça
- A Ultrapassagem
- Aquela Loura
- Antes Do Furacão
- Buena Vista Social Club
- Ben-Hur
- Bullitt
- Casablanca
- Casa de doidas (1996)
- Casamento Real
- Chaplin (1992)
- Comos
- Doze indomáveis patifes
- Doutor Jivago (1965)
- Duas Horas Numa vida De Uma Mulher
- 2001:Odisseia No Espaço
- E tudo o Vento Levou
- Encontros Imediatos Do Terceiro Grau (1977)
- Exporas de aço
- Há Festa na Aldeia
- Hemmet Detective Privado (1982)
- Inland Empire
- Longe da Vista ( 1966 )
- Mickey Blue Eyes
- Made in USA ( 1966 )
- Matrimonio à Italiana
- O Carteirista
- Psycho
- O Feiticeiro de Oz (1939)
- O Meu Tio
- Os Monstros
- O Homem da Máscara de Ferro (1977)
- Quo Vadis (1951)
- 7 Dias Em Havana
- Se as Montanhas se Afastam
- Um americano em Paris
- Uma Mulher É uma Mulher
- Um Dia Inesquecível
- Viva La Vie

### Outros Programas
- Assalto à Televisão
- Anti-Crise
- Aqui Portugal ( Concurso )
- A Fuga
- A Alma do Fado
- A Liga dos Últimos
- A Caixa Que Mudou
- Docas 2
- Badarosíssimo
- Bacalhau Com Todos
- Canto Alegre
- Clubíssimo
- Com A Verdade Me Enganas
- Cabaret
- Caldo de Pedra
- Contra Informação
- Noite de  Magia
- Mistura Fina
- Portugalmente
- 5 Para A Meia Meia Noite
- Danza Café
- Euronico
- Eu Show Nico
- Elétrico
- Festival dos Festivais
- Gente de Sucesso
- Grande Noite
- Ideias com História
- Isto é o Agildo
- Jogos sem fronteiras
- Ligações Perigosas
- 1000 Imagens
- O Pátio Da Fama  ( Concurso )
- Os Principais  ( Concurso )
- Pisca Pisca
- Portugueses Pelo Mundo
- Quebra Cabeças ( Concurso )
- Quem Te Viu Quem Tv
- Prazeres do Erotismo
- Sabadabadu
- Só Visto
- SMS - Ser Mais Sabedor  ( Concurso )
- Sheiks Com Cobertura
- Sagrada Família
- Tv Nostalgia
- TV Club
- Todos ao Palco
- Voz Do Cidadão

### Programas Originais
- Guarda-Factos
- Gramofone
- Grandiosa Enciclopédia
- Inesquecível
- Personagens
- Retoescvadora
- Traz Pra Frente
- Top Dos Top'S

### Séries Nacionais
- Alves dos Reis, um seu criado
- A Família Barata
- A Mãe do Senhor Ministro
- A Minha Sogra é uma Bruxa
- A Morgadina dos Canaviais
- A Mulher do Senhor Ministro
- A Senhora Ministra
- A Raia dos Medos
- A Tragédia da Rua das Flores
- A Estação Da Minha Vida
- A Patrulha Da Noite
- AntiCrise
- Bacalhau com Todos
- Bem-Vindos a Beirais
- Ballet Rose
- Bastidores
- Bocage
- Claxon
- Capitão Falcão (Mini Serie )
- Cruzamentos
- Casa da Saudade
- Concertos na Cave
- Conde de Abranhos
- Conta-me como Foi
- Contra Culinária
- Contra Informação
- Diário de Maria
- Dentro
- Duarte e Companhia
- Esquadra de Policia
- Herman Enciclopédia
- Hermanias
- Hotel Cinco Estrelas
- Lentes de Contacto
- Liberdade 21
- Lá Em Casa Tudo Bem
- Meu querido avô
- Major Alvega
- Milionários à Força
- Mulheres de Abril
- Não És Homem Não És Nada
- Não Há Duas Sem Três
- Nico D'Obra
- Nós os Ricos
- Pedro e Inês
- Os II Melhores Anos
- Os Filhos Do Rock
- Odisseia
- O Meu Primo Macaco
- O Anel Mágico
- O Processo dos Távoras
- O Tal Canal
- O Veneno do Sol
- Os Compadres
- Os Boys
- Os Contemporâneos
- Os Imparáveis
- Os Andrades
- O Sétimo Direito
- O Pátio Da cantigas
- Ora Viva!
- Pedro e Inês
- Pai à Força
- Paraíso Filmes
- Patilhas e Ventoinha
- Polícias
- Quando os Lobos Uivam
- Quem manda sou eu
- Reformado e Mal Pago
- Regresso a Sizalinda
- Segredo de Justiça
- Sétimo Direito
- Sozinhos em Casa
- Segredo De Justiça
- Super Fofinha
- Sociedade Anónima
- Telerural
- Tudo ao Molho e Fé em Deus
- Triângulo Jota
- Último a Sair
- Um Lugar Para Viver
- Um Estranho Em Casa
- Uma Boa Noticia
- Ultimactos
- Velhos Amigos
- Voo Direto-A Vida a 900 à Hora
- Zé Gato

### Séries Internacionais
- A Ilha da Fantasia
- A Ilustre casa de Blackadder
- Alf, uma coisa do outro mundo
- Alfred Hitchcock Apresenta
- Alô, Alô
- As Aventuras de Sherlock Holmes
- Battlestar Galactica
- Balada de Hill Street
- Bonanza
- Columbo
- Chefe, mas pouco
- Crime, disse ela
- Dallas
- Espaço: 1999
- Ficheiros Secretos
- Missão Impossível
- MacGyver (1985)
- Magnum
- Marés Vivas
- Miami Vice
- O Homem da Atlântida
- O Caminho Das Estrelas  (1966 )
- O Justiceiro
- O Regresso de Sherlock Holmes
- O Barco do Amor
- O Santo
- Os Imortais
- O Polvo
- O Homem Automático
- O Incrível Hulk (1978)
- Os Anjos de Charlie
- Os Três Duques (1979)
- Os Vingadores (1961)
- Poirot
- Quem Sai Aos Seus
- Quantun Leap
- Sim, Senhor Ministro
- Soldados da Fortuna
- Um Anjo Na terra
- Uma Casa Na Pradaria
- Uma Família As Direitas
- Will & Grace
- Walker, O Ranger Do Texas
- V (1983 mini-series)

### Séries Infantis e Juvenis
- A Árvore dos Patafúrdios
- A Maravihosa Expedição às Ilhas Encantadas
- A Porta
- Catavento
- Ema e Gui
- Iniciação
- Fui visitar a minha tia a Marrocos
- Jardim da Celeste
- As Aventuras de Marco e Gina
- No Tempo dos Afonsinhos
- O Mágico (no programa Saídos da Casca)
- Ora, agora conto eu
- O Dia De Trono
- Os Amigos do Gaspar
- Saidos da Casca
- Pit, o Coelhinho Verde[1]
- Vais ou ficas?
- República das Perguntas
- Romance da Raposa

### Telenovelas
- A Banqueira do Povo
- A Grande Aposta
- A Lenda da Garça
- A Senhora das Águas
- Ajuste de Contas
- Chuva na Areia
- Cinzas
- Desencontros
- Filhos do Vento
- Lusitana Paixão
- Na Paz dos Anjos
- Origens
- O Sábio
- Os Lobos
- Os Nossos Dias
- Palavras Cruzadas
- Passerelle
- Primeiro Amor
- Ricardina e Marta
- Roseira Brava
- Terra Mãe
- Verão Quente
- Vidas de Sal
- Vila Faia (1982)
- Vila Faia (2008)